# Joel Bagan
Joel Bagan, né le 3 septembre 2001 à Basingstoke en Angleterre, est un footballeur irlandais qui évolue au poste d'arrière gauche à Cardiff City.

## Biographie

### En club
Né à Basingstoke en Angleterre, Joel Bagan est formé par le Southampton FC avant de poursuivre sa formation au Cardiff City, qu'il rejoint en 2018. Il joue son premier match en professionnel le 4 février 2020, lors d'une rencontre de coupe d'Angleterre face au Reading FC. Il est titularisé et son équipe s'incline après une séance de tirs au but,.
Le 14 février 2020, Joel Bagan est prêté au Notts County FC.
Le 21 octobre 2020, Bagan joue son premier match de championnat avec Cardiff City face à l'AFC Bournemouth. Il est titularisé et les deux équipes se séparent sur un match nul de un partout,. Le 5 novembre 2020, il prolonge son contrat avec Cardiff, étant désormais lié avec le club jusqu'en juin 2023.
Le 11 août 2023, Joel Bagan est prêté au SV Zulte Waregem, en Belgique, pour une saison.

### En sélection
Né en Angleterre, Joel Bagan possède des origines écossaises et irlandaises. Il joue notamment pour l'équipe d'Écosse des moins de 16 ans en 2017 avant de choisir de représenter l'Irlande.
Joel Bagan joue son premier match avec l'équipe d'Irlande espoirs le 7 septembre 2021, contre le Luxembourg. Il est titularisé et les deux équipes se neutralisent sur un score de un but partout.